# Alenia Aeronautica

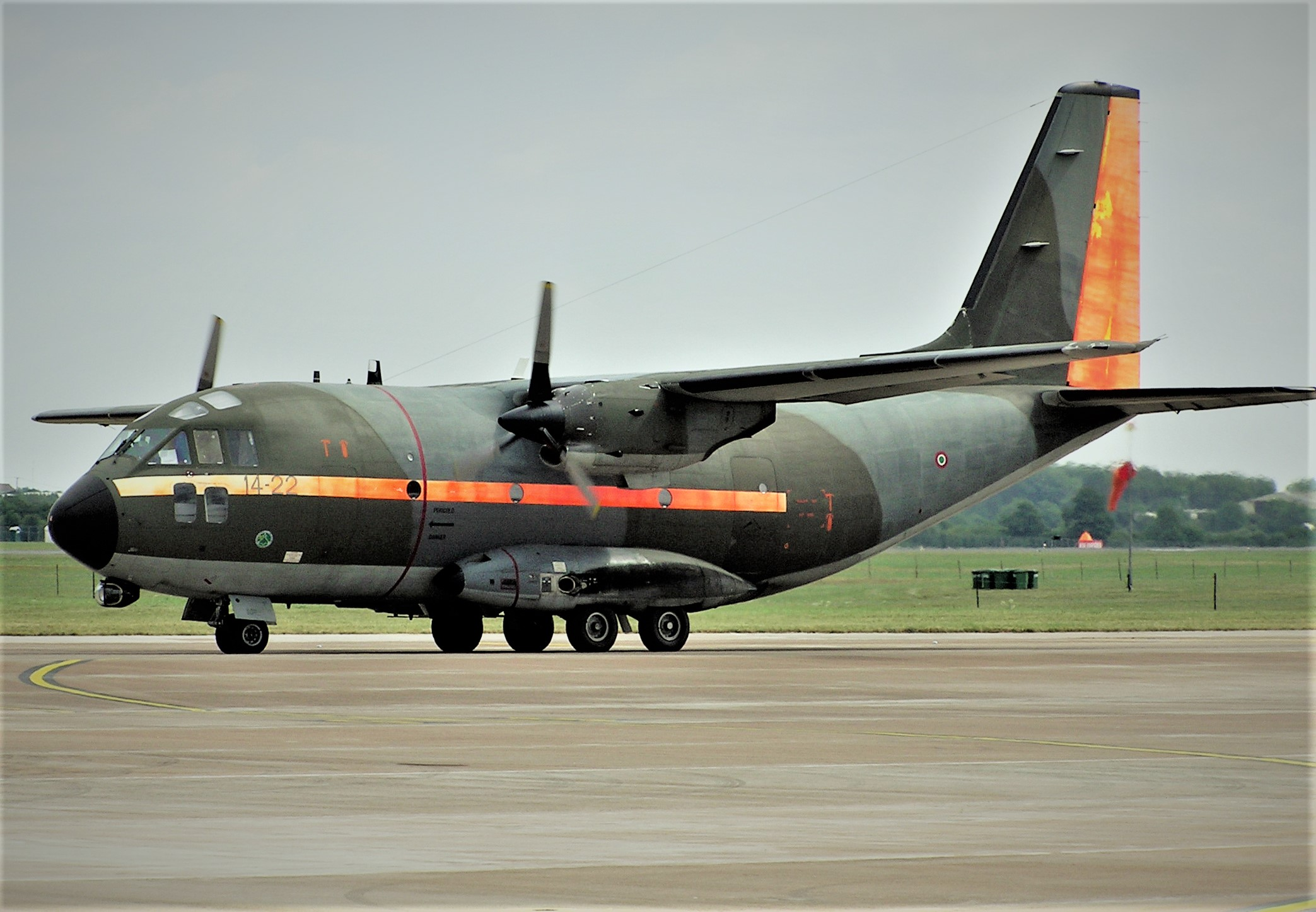
Alenia G222RM Italského letectva pojíždí na letišti ve Fairfordu, Velká Británie

Alenia Aeronautica (předtím Aeritalia) byla italská společnost zabývající se vývojem a výrobou letadel. Původním vlastníkem Aeritalie byl FIAT. Alenia Aeronautica byla dceřinou společností firmy Finmeccanica. V roce 2012 byla spojena s dosud samostatnou společností Aermacchi (od r. 2003 také součástí skupiny Finmeccanica) do Alenia Aermacchi, a od roku 2016 byla většina jejích aktivit, v rámci celkové reorganizace Finmeccanicy, převedena pod novou firmu, od ledna 2017 pod názvem Leonardo Aeronautics.
Hlavní již vyráběné typy letounů si nadále ponechaly původní značku Alenia Aermacchi.
Alenia je jedním z členů konsorcií AMX International vyrábějící bitevní letouny AMX, Eurofighter GmbH, výrobce letounů Eurofighter, Panavia Aircraft GmbH vyrábějící Panavia Tornado a také ATR, produkující dopravní stroje ATR 42 a ATR 72. Alenia vyrábí komponenty mnoha civilních letadel, včetně typů společností Boeing a Airbus.

## Letouny
- AMX International AMX (spolu se společnostmi Embraer a Aermacchi v rámci konsorcia AMX International)
- ATR 42 a ATR 72 (spolu s Aérospatiale v rámci konsorcia ATR)
- Aeritalia G.91
- Aeritalia G.91Y
- Alenia G.222
- Alenia C-27J Spartan